# Yannick Woudstra
Yannick Woudstra (* 9. November 2001 in Bad Tölz) ist ein deutscher Fußballspieler.

## Karriere
Woudstra begann seine Karriere beim TuS Geretsried. Zur Saison 2020/21 rückte er in den Kader der ersten Mannschaft von Geretsried. Bis zum COVID-bedingten Saisonabbruch kam er zu drei Einsätzen für die Mannschaft in der sechstklassigen Landesliga. Zur Saison 2021/22 wechselte er zum Ligakonkurrenten VfR Neuburg. Für Neuburg kam er zu 28 Landesligaeinsätzen, in denen er siebenmal traf. Mit dem Team stieg er zu Saisonende allerdings aus der sechsten Liga ab.
Daraufhin wechselte Woudstra zur Saison 2022/23 zum Regionalligisten Türkgücü München. Für die Münchner absolvierte er 32 Partien in der Regionalliga Bayern, in denen er zwölf Tore erzielte. Zur Saison 2023/24 wechselte der Angreifer zum österreichischen Zweitligisten Floridsdorfer AC. Sein Debüt in der 2. Liga gab er im Juli 2023, als er am ersten Spieltag jener Saison gegen die SV Ried in der Startelf stand. Bis Saisonende kam er in allen 30 Zweitligaspielen der Wiener zum Einsatz. Im Juli 2024 löste er dann aber seinen Vertrag beim FAC auf.
Im August 2024 wechselte er anschließend nach Polen zum Zweitligisten GKS Tychy.